# Richard Llewellyn
Richard Dafydd Vivian Llewellyn Lloyd (született Richard Herbert Vivian Lloyd; 1906. december 8., London – 1983. november 30., Dublin), írói álnevén Richard Llewellyn walesi származású brit regényíró volt, akire leginkább a How Green Was My Valley című 1939-es regénye miatt emlékeznek, amely a dél-walesi völgyek egyik szénbányász falvának életét mutatja be.

## Életrajza
Richard Herbert Vivian Lloyd (később a „Richard Dafydd Vivian Llewellyn Lloyd” nevet használta) 1906-ban született Hendonban, Middlesexben, William Llewellyn Lloyd, egy szállodai alkalmazott, később egy klub segédtitkára és Sarah Anne, született Thomas második gyermekeként és egyetlen fiaként. Csak halála után derült ki, hogy Llewellyn állítása, miszerint a nyugat-walesi St Davidsban született, hamis volt.
Az Egyesült Államokban Llewellyn elnyerte az 1940-es év kedvenc regényének járó National Book Award-ot, amelyet az Amerikai Könyvkereskedők Egyesületének tagjai szavaztak meg.
Nomád életet élt, élete során sokat utazott. A második világháború előtt szállodában dolgozott, színdarabot írt, szénbányászként dolgozott, és megírta legismertebb regényét. A második világháború alatt a walesi gárda kapitányává emelkedett. Nővére, Gwladys (a Királyi Vöröskereszt parancsnoka) és két lánya 1944 júniusában, London bombázása során vesztette életét. A háború után újságíróként dolgozott, tudósított a nürnbergi perről, majd forgatókönyvíróként az MGM-nél. Élete során számos országban élt, többek között Olaszországban, Kínában, Brazíliában, Argentínában, Kenyában és Izraelben, Nagy-Britannián és Írországon kívül.
Llewellyn kétszer nősült: első felesége Nona Theresa Catherine Sonsteby volt, akit 1952-ben vett feleségül, majd 1968-ban elvált; második felesége Susan Frances Heimann szerkesztő volt, akit 1974-ben vett feleségül.
Richard Llewellyn 1983. november 30-án szívrohamban halt meg a dublini Szent Vincent Kórházban.

## Témák
Több regénye is velszi témát dolgozott fel, a legismertebb a How Green Was My Valley (1939), amely nemzetközi elismerést kapott, és klasszikus hollywoodi film is készült belőle. A regény a dél-walesi völgyek szénbányász közösségeinek életmódját örökítette meg, ahol Llewellyn nagyapjával egy kis időt töltött. Három folytatás következett.

## Könyvei
- Poison Pen: A Play in Three Acts (1938)
- How Green Was My Valley (1939)
- None but the Lonely Heart (1943)
- A Few Flowers for Shiner (1950)
- A Flame for Doubting Thomas (1954)
- Sweet Witch (1955)
- Mr. Hamish Gleave (1956)
- The Flame of Hercules (1957)
- Warden of the Smoke and Bells (1958)
- Chez Pavan (1959)
- Up, into the Singing Mountain (1960)
- A Man in a Mirror (1964)
- Sweet Morn of Judas' Day (1965)
- Down Where the Moon is Small (1966)
- Bride of Israel My Love (1973)
- Hill of Many Dreams (1974)
- Green, Green My Valley Now (1975)
- At Sunrise, the Rough Music (1976)
- Tell Me Now and Again (1977)
- A Night of Bright Stars (1979)
- I Stand on a Quiet Shore (1982)

Edmund Trothe sorozat
- End of the Rug (1969)
- But We Didn't Get the Fox (1970)
- White Horse to Banbury Cross (1972)
- The Night is a Child (1974)

### Magyarul megjelent
- Egy ember egyedül marad (None but the lonely heart) – Dante, Budapest, 1946 · Fordította: Molnár Ákos, Bíró Sándor
- Hová lettél, drága völgyünk? (How Green Was My Valley) – Kozmosz Könyvek, Budapest, 1987 · ISBN 9632117530 · Fordította: Déry Tibor

## Fordítás
- Ez a szócikk részben vagy egészben  a   Richard Llewellyn című angol Wikipédia-szócikk fordításán alapul.  Az eredeti cikk szerkesztőit annak laptörténete sorolja fel. Ez a jelzés csupán a megfogalmazás eredetét és a szerzői jogokat jelzi, nem szolgál a cikkben szereplő információk forrásmegjelöléseként.